# Myra Ruiz
Myra Ruiz (São Paulo, 19 de janeiro de 1993) é uma atriz, cantora, dubladora e dançarina brasileira. Atualmente, é um dos maiores nomes do teatro musical do país. Ficou conhecida por interpretar, nas montagens brasileiras, a protagonista Elphaba em Wicked (2016, 2023 e 2025), Maureen Johnson em Rent (2016-2017) e Eva Perón em Evita (2022). Myra também deu voz a versão brasileira da personagem Rainha Iduna, mãe das irmãs Elsa e Anna em Frozen 2 (2020) e a personagem Elphaba no filme Wicked. (2024)

## Biografia
Myra Ruiz, filha da jornalista Silvia Ruiz, nasceu no dia 19 de janeiro de 1993, em São Paulo. Ela não conheceu seu pai biológico, mas teve referências paternas, como o, também jornalista, Fernando Canzian, a quem chama de pai pois cresceu com ele. Também tem um meio irmão mais novo, chamado Tom, diagnosticado com autismo.
Desde pequena, Myra fazia aulas de ginástica olímpica. Isso a levou a começar ballet, por volta dos 10 anos. Lá, Myra foi apresentada ao mundo dos musicais, quando participou de uma montagem de Mary Poppins e gostou muito. Sua mãe então a inscreveu no curso de férias na TeenBroadway, uma escola de teatro musical, onde ela enfim descobriu seu amor pelos palcos. Em 2009, com 16 anos, Myra se mudou para Nova Iorque, onde seu pai morava por ser correspondente. Durante esse período, fez audição e passou para estudar em uma das mais conceituadas escolas de atuação, a Professional Performing Arts School, colégio com aulas de dança, teatro ou teatro musical que tem em sua lista de ex alunos nomes como Britney Spears e Alicia Keys. Myra teve a oportunidade de aprender com a mesma mentora vocal de Nicole Kidman. Depois de sua estadia em Nova Iorque, por um período de um ano e meio, ela voltou ao Brasil para terminar o colegial.

### Vida Pesssoal
Myra foi casada com o maestro Paulo Nogueira, a quem conheceu em Mamma Mia!. Os dois ficaram seis anos juntos. Em 2024 assumiu o relacionamento com o ator Fabrizio Gorziza, colega de cena em Matilda.

## Carreira
Quando voltou ao Brasil, Myra fez uma audição para a montagem brasileira do musical Mamma Mia!, e conseguiu seu primeiro papel como atriz profissional como ensamble (dança e canto) e substituta da protagonista Sophie. 
Depois de seu primeiro musical, Myra atuou em Fame (2012) como ensamble e substituta das protagonistas Carmen, Serena e Mabel. Com 20 anos, esteve em turnê com o Shrek the Musical (2012 e 2013) como substituta da Fiona. Depois esteve em Nas Alturas (2014) como Nina.
 

Em 2015, conseguiu o papel de Saraghina do musical Nine, Um Musical Felliniano (2015), com direção de Charles Möeller e Cláudio Botelho. Myra achava que não tinha o perfil esperado para a prostituta Saraghina, mas sua performance, e o musical, foi aclamado pela crítica. Foi nesse período em que Myra começou a estudar para os testes de Wicked.

Myra em Wicked, 2016

Em janeiro de 2016, com 22 anos, Myra foi escolhida para atuar na versão brasileira de Wicked como Elphaba, protagonizando ao lado da atriz Fabi Bang como Glinda.  A estreia do musical se deu em março, e, com temporada estendida, chegou ao fim em dezembro. O papel lhe deu muito destaque, por se tratar de uma personagem e um musical extremamente reconhecidos no mundo do teatro. Sua performance foi muito elogiada e, pelo papel, foi indicada ao Prêmio Bibi Ferreira de Melhor Atriz.
Após Wicked, ela foi escolhida para interpretar a personagem Maureen, na versão brasileira de Rent. No começo de 2017, Myra criou um canal no YouTube "Apenas Existindo", junto com Fabi Bang, com quem construiu uma amizade para além dos palcos. Dois meses depois, foi anunciado o show Desafiando a Amizade, estrelado pela dupla e dirigido por Miguel Falabella. O show foi um sucesso de vendas. Em setembro de 2017, Myra fez parte do elenco de Garota de Ipanema, na temporada do musical em São Paulo, trabalhando novamente com Bang.

Myra em Disney In Concert, 2022

Em 2018 esteve em Chaplin, o Musical e também atuou em uma série para TV pela primeira vez chamada (Des)encontros. Em 2019, Myra participou da peça Meu Destino é Ser Star, musical inspirado no repertório de Lulu Santos. Também realizou a dublagem da personagem Rainha Iduna, mãe de Anna e Elsa, em Frozen 2, cantando a versão em português “Se Encontrar”, originalmente interpretada por Evan Rachel Wood. Posteriormente, desenvolveu o projeto solo Quando a Cortina Fecha, um show intimista onde ela conta sobre sua vida pessoal e canta músicas que fizeram parte de sua formação como pessoa e artista.
Já em 2022 Myra foi escolhida para atuar na curta temporada do musical Evita Open Air, como a protagonista Eva Perón. No mesmo ano, foi anunciado, depois de tamanho sucesso, a volta de Wicked ao Brasil, em uma montagem inédita, porém novamente em São Paulo. Myra Ruiz e Fabi Bang receberam o convite para retornar aos seus papéis como protagonistas, também contribuindo na produção do musical. Ambas noticiaram a volta do espetáculo (para março de 2023) num show, intitulado Fabi & Myra: Broadway in Concert.
Em outubro de 2023 Myra estreou novamente ao lado de Fabi Bang no musical Matilda, produzido pelo Atelier de Cultura em São Paulo, como a Sra. Wormwood. Em 2024, protagonizou o musical Legalmente Loira, como Elle Woods, também produzido pleo Atelier de Cultura. No mesmo ano, Myra e Fabi foram convidadas a dar voz, na versão brasileira, às personagens Elphaba e Glinda no filme Wicked, protagonizado por Ariana Grande e Cynthia Erivo. Em novembro foi anunciado o retorno do musical em São Paulo, pela terceira vez, com as duas atrizes novamente no papel das protagonistas, em curta temporada de março à abril de 2025. Após diversas extensões de temporada, o musical encerra suas sessões em Agosto de 2025.

## Trabalhos

### Televisão
| Ano  | Título              | Papel         | Notas |
| ---- | ------------------- | ------------- | ----- |
| 2018 | (Des)Encontros      | Joana Azevedo |       |
| 2019 | Cultura - O Musical | Jurada        |       |

### Dublagem
| Ano  | Título                 | Papel          | Notas  |
| ---- | ---------------------- | -------------- | ------ |
| 2020 | Frozen 2               | Rainha Iduna   |        |
| 2023 | Era Uma Vez Um Estúdio | Asha           |        |
| 2024 | Wicked                 | Elphaba Thropp | [ 20 ] |

### Teatro
| Ano     | Título                                     | Papel            | Notas |
| ------- | ------------------------------------------ | ---------------- | ----- |
| 2010    | Mamma Mia!                                 | Ensamble / Cover |       |
| 2012    | Fame                                       | Ensamble / Cover |       |
| 2012-13 | Shrek, O Musical                           | Ensamble / Cover |       |
| 2014    | Nas Alturas                                | Nina Rosario     |       |
| 2015    | Nine, Um Musical Felliniano                | Saraghina        |       |
| 2016    | Wicked                                     | Elphaba Thropp   |       |
| 2016-17 | Rent                                       | Maureen Johnson  |       |
| 2017    | Garota de Ipanema, O Musical da Bossa Nova | Myra             |       |
| 2018    | Chaplin: O Musical                         | Oona O’Neill     |       |
| 2019    | O Meu Destino é Ser Star                   | Myra             |       |
| 2019    | Company                                    | Marta            |       |
| 2019    | Brilha La Luna                             | Lilith           |       |
| 2022    | Evita Open Air                             | Eva Perón        |       |
| 2023    | Wicked                                     | Elphaba          |       |
| 2023    | Matilda - O Musical                        | Sra. Wormwood    |       |
| 2024    | Legalmente Loira - O Musical               | Elle Woods       |       |
| 2025    | Wicked                                     | Elphaba          |       |

### Shows
| Ano  | Título                           | Diretor           | Notas                                                             |
| ---- | -------------------------------- | ----------------- | ----------------------------------------------------------------- |
| 2017 | Desafiando a Amizade             | Miguel Falabella  | Show com Fabi Bang.                                               |
| 2018 | De Volta a Oz                    | Daniel Salve      | Show com Fabi Bang, em comemoração aos 15 anos do musical Wicked. |
| 2018 | Wicked in Concert                | Daniel Salve      | Show com Fabi Bang, em comemoração aos 15 anos do musical Wicked. |
| 2019 | Quando a Cortina Fecha           | Tony Lucchesi     |                                                                   |
| 2020 | Myra: Live Show                  | Ela mesma         | Show em formato live, com transmissão ao vivo.                    |
| 2021 | Myra II: Melancolia Eufórica     | Ela mesma         | Show em formato live, com transmissão ao vivo.                    |
| 2022 | Disney in Concert                | Daniel Salve      |                                                                   |
| 2022 | Fabi & Myra: Broadway in Concert | Floriano Nogueira | Show com Fabi Bang, para o anuncio da volta do musical Wicked.    |
| 2023 | Receitas Para Um Natal Feliz     | Daniel Salve      | Show com Fabi Bang.                                               |
| 2024 | Baile das Bruxas                 | Tatiana Vinhais   | Show com Fabi Bang.                                               |
| 2024 | Receitas Para Um Natal Feliz     | Daniel Salve      | Show com Fabi Bang.                                               |